# Christine Woods
Christine Elizabeth Woods (Lake Forest (Californië), 3 september 1983) is een Amerikaanse actrice.

## Biografie
Woods studeerde af in muzikale theaterwetenschap aan de Universiteit van Arizona in Tucson.

## Carrière
Woods begon in 2005 met acteren in de televisieserie CSI: Miami, waarna zij nog meerdere rollen speelde in televisieseries en films. Zo speelde hij een terugkerende rol in onder andere Flashforward (2009-2010), Hello Ladies (2013-2014), Man with a Plan (2017-2018) en She-Ra and the Princesses of Power (2018-2020).

## Filmografie

### Films
Uitgezonderd korte films.
- 2019 Stray - als Murphy
- 2019 Paddleton - als dr. Hagen
- 2019 Maggie - als Maggie
- 2019 Imaginary Order - als Gemma Jean
- 2018 Better Off Zed - als Paige
- 2017 Spaced Out - als Maxine 'Max' Donovan
- 2017 Home Again - als yoga vriendin
- 2017 Handsome: A Netflix Mystery Movie - als Nora
- 2017 Wild Man - als Laura
- 2017 I Don't Feel at Home in This World Anymore - als Meredith Rumack
- 2016 (Dean) - als Michelle
- 2016 Before the Sun Explodes - als Diana
- 2015 Not Safe for Work - als Georgie
- 2014 Two to Go - als Laura
- 2014 The One I Wrote for You - als Alicia Cantor
- 2013 Chapman - als Claire
- 2012 Table for Three - als Pen
- 2009 Sveener and the Shmiel - als Traci
- 2008 The Madness of Jane - als Marie
- 2007 Atlanta - als Angela
- 2007 The Haunting of Marsten Manor - als Erika

### Televisieseries
Uitgezonderd eenmalige gastrollen.
- 2020-2022 Grace and Frankie - als Jessica - 10 afl.
- 2018-2020 She-Ra and the Princesses of Power - als Entrapta (stem) - 33 afl.
- 2020 Briarpatch - als Lucretia Colder - 5 afl.
- 2020 Grace and Frankie - als Jessica - 3 afl.
- 2019 Brockmire - als Maggie Nickols - 4 afl.
- 2017-2018 Man with a Plan - als Lisa McCaffrey - 5 afl.
- 2017 Life in Pieces - als Alex Morandi - 2 afl.
- 2016 Glimpses of Greg - als Ashley - 2 afl.
- 2015-2016 The Odd Couple - als Ashley - 3 afl.
- 2015 About a Boy - als Liz - 5 afl.
- 2014 The Walking Dead - als Dawn Lerner - 3 afl.
- 2013-2014 Hello Ladies - als Jessica - 9 afl.
- 2012-2013 Go On - als Janie - 5 afl.
- 2010-2011 Perfect Couples - als Julia - 14 afl.
- 2009-2010 FlashForward - als Janis Hawk - 22 afl.
- 2008 Welcome to the Captain - als Claire Tanner - 2 afl.

- Bibliothèque nationale de France: cb14240048w (data)
- International Standard Name Identifier: 0000 0004 5098 0879
- Library of Congress Control Number: no2015085929
- Nederlandse Thesaurus van Auteursnamen: 39348789X
- Virtual International Authority File: 316745485
- WorldCat: E39PBJycJW3CtwrKCDkrQVKGHC